# Semigrafika

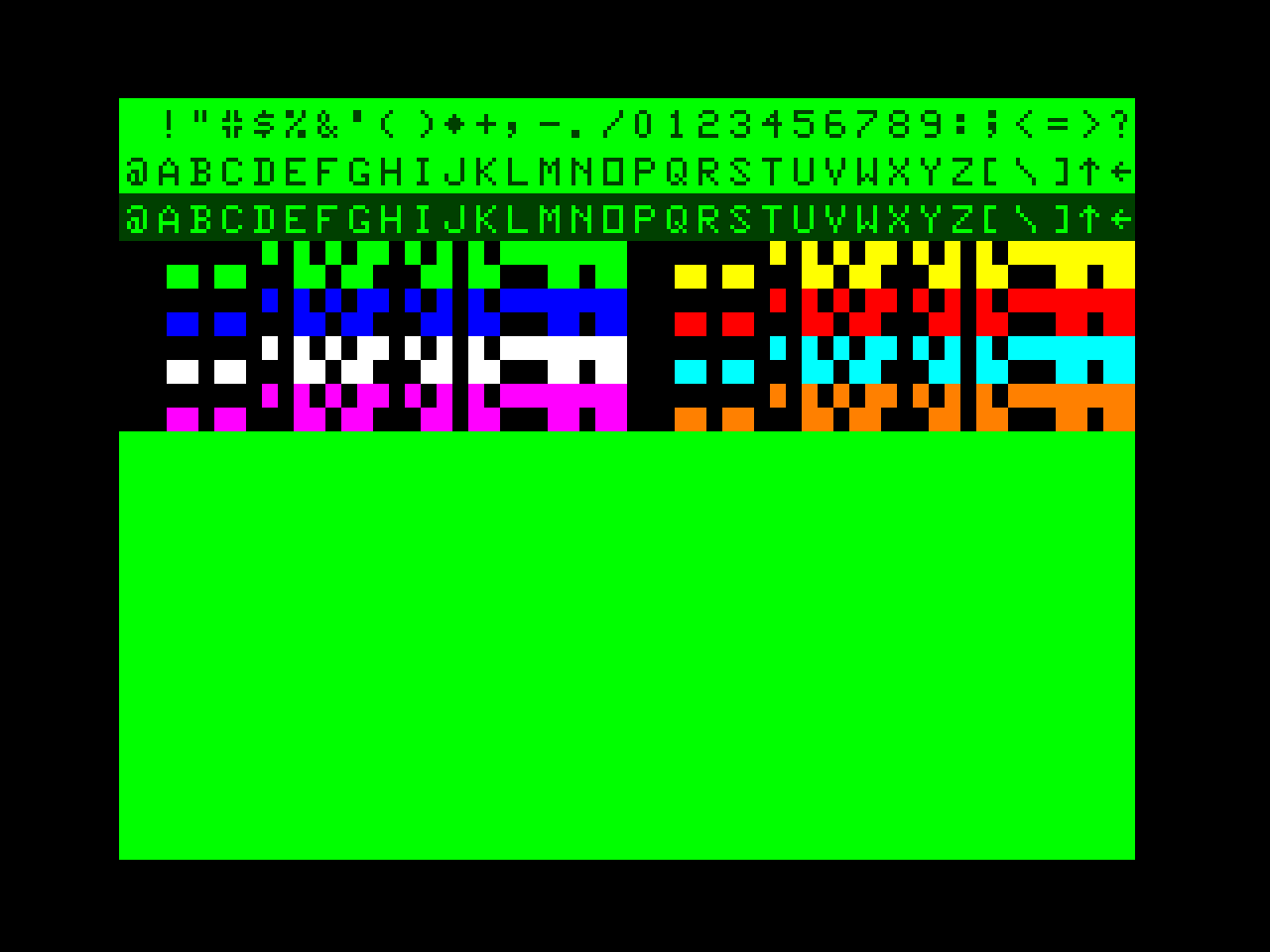
Ukázka znakové sady ukazující blokovou grafiku dostupnou na počítači TRS-80 Color Computer (CoCo) a Dragon 32/64

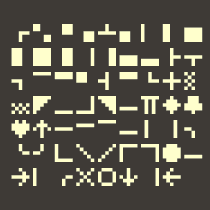
Příklad některých semigrafických znaků.

Textová semigrafika nebo pseudografika je jednoduchá metoda používaná staršími videoadaptéry pracujícími v textovém režimu pro emulaci rastrové grafiky bez nutnosti implementovat logiku pro grafický obrazový režim.
Existují dva různé způsoby, jak dosáhnout emulace rastrové grafiky. První je vytvořit režim s nízkým rozlišením umožňující adresovat všechny body pomocí sady speciálních znaků se všemi binárními kombinacemi určitého rozdělení matice velikosti znaku v textovém režimu; tato metoda se někdy nazývá "bloková grafika" nebo mozaiková grafika.
Druhou možností je použít speciální tvary místo glyfů (písmen a číslic), které se vypadají jako by byly vykresleny v rastrovém grafickém režimu, což se obvykle nazývá semigrafika nebo pseudografika.
Semigrafické znaky, (včetně některých blokových znaků) jsou stále používány ve Video BIOSu všech VGA kompatibilních videokaret, takže libovolný osobní počítač může zobrazit tyto znaky již po zapnutí počítače v době, kdy není zaveden žádný operační systém.

## Bloková grafika
Například znak v rastru 8×12 může být rozdělen svisle na dvě poloviny a vodorovně na tři části a pak mohou být části této matice zobrazovány v barvě „inkoustu“ nebo „pozadí“ podle binární posloupnosti pozic v tabulce fontu v matici 2×3. Méně častá verze používá matici 1×6, a těchto šest „pixelů“ se pak někdy nazývají sixely. Také rozdělení znaku v rastru 8×8 na 2×2 „pole“ bylo používáno (např. počítačem Sinclair ZX81).
Někdy jsou textové semigrafické znaky jednoduše zahrnuty do systémové znakové sady, jindy se pomocí speciálního videohardwaru přímo konvertují bitové vzorky z video paměti na pixely. Výjimečně nebyla matice znaku rozdělitelná svisle na třetiny, například při rastru 8×8 může být rozdělena tak, že používá rozdělení na 3:2:3 řádky. Příkladem je grafický režim počítače Galaksija, i když při použití rozdělení 4:5:4 by bylo zkreslení minimální.